# Forskningspolitiska institutet
Forskningspolitiska institutet vid Lunds universitet var ett institut för studier av olika aspekter av vetenskap, teknik och samhälle. Institutet grundades 1966 av Stevan Dedijer. Institutets verksamhet är idag införlivad i företagsekonomiska institutionen vid Ekonomihögskolan i Lund.
Bland institutets tidigare föreståndare kan nämnas professor Mats Benner, professor Rikard Stankiewicz, professor Jon Sigurdson och professor Merle Jacob. Även professorn i underrättelseanalys Wilhelm Agrell har varit verksam vid institutet under större delen av sin akademiska karriär.